# Roberto Merhi
Roberto Merhi Muntan (* 22. března 1991 Castellón de la Plana) je španělský automobilový závodník, bývalý pilot Formule 1. Jeho rodina má brazilsko-libanonské kořeny. V roce 2015 závodil za tým Manor Marussia, jeho týmovým kolegou byl Will Stevens a jeho číslem bylo 98.

## Shrnutí kariéry
| Sezona | Šampionát                               | Tým                     | Závody      | Vítězství   | Pole Position | Nej.kola    | Podia       | Body        | Umístění    |
| ------ | --------------------------------------- | ----------------------- | ----------- | ----------- | ------------- | ----------- | ----------- | ----------- | ----------- |
| 2006   | Formula Renault 2.0 Italy Winter Series | It Loox Racing          | 4           | 0           | 0             | 0           | 3           | 92          | 4           |
| 2006   | Spanish Formula 3                       | Porfesa Competición     | 2           | 0           | 0             | 0           | 0           | 0           | NC          |
| 2007   | Formula Renault 2.0 Italy Winter Series | BVM Minardi             | 2           | 0           | 0             | 0           | 1           | 38          | 10          |
| 2007   | Spanish Formula 3                       | Novo                    | 2           | 0           | 0             | 0           | 0           | 4           | 17          |
| 2007   | Spanish GT Championship - GTA           | Santiago Garcia         | 2           | 0           | 0             | 0           | 1           | 6           | 19          |
| 2007   | Formula Renault 2.0 Eurocup             | Jenzer Motorsport       | 14          | 0           | 0             | 0           | 0           | 16          | 18          |
| 2007   | Formula Renault 2.0 Italy               | Jenzer Motorsport       | 14          | 1           | 0             | 0           | 2           | 232         | 4           |
| 2008   | Macau Grand Prix                        | Hitech Racing           | 1           | 0           | 0             | 0           | 0           | 0           | NC          |
| 2008   | Masters of Formula 3                    | Hitech Racing           | 1           | 0           | 0             | 0           | 0           | 0           | NC          |
| 2008   | Spanish Formula 3                       | R. Llusia Racing        | 5           | 2           | 1             | 2           | 3           | 36          | 13          |
| 2008   | Formula Renault 2.0 WEC                 | Epsilon Euskadi         | 15          | 3           | 5             | 6           | 13          | 184         | 2           |
| 2008   | Formula Renault 2.0 Eurocup             | Epsilon Euskadi         | 14          | 2           | 2             | 1           | 7           | 108         | 4           |
| 2009   | Macau Grand Prix                        | Manor Motorsport        | 1           | 0           | 0             | 0           | 0           | 0           | 17          |
| 2009   | British Formula 3                       | Manor Motorsport        | 2           | 0           | 0             | 0           | 0           | 0           | NC          |
| 2009   | Masters of Formula 3                    | Manor Motorsport        | 1           | 0           | 0             | 0           | 0           | 0           | 10          |
| 2009   | Formula 3 Euro Series                   | Manor Motorsport        | 20          | 0           | 0             | 0           | 4           | 42          | 7           |
| 2010   | Macau Grand Prix                        | Prema Powerteam         | 1           | 0           | 0             | 0           | 0           | 0           | 8           |
| 2010   | Masters of Formula 3                    | ATECH CRS GP            | 1           | 0           | 0             | 0           | 0           | 0           | 12          |
| 2010   | GP3 Series                              | ATECH CRS GP            | 12          | 0           | 0             | 1           | 3           | 26          | 6           |
| 2010   | Formula 3 Euro Series                   | Mücke Motorsport        | 18          | 1           | 0             | 0           | 4           | 56          | 5           |
| 2011   | Macau Grand Prix                        | Prema Powerteam         | 1           | 0           | 0             | 0           | 0           | 0           | NC          |
| 2011   | Masters of Formula 3                    | Mücke Motorsport        | 1           | 0           | 1             | 0           | 0           | 0           | NC          |
| 2011   | Formula 3 Euro Series                   | Prema Powerteam         | 27          | 11          | 8             | 10          | 20          | 406         | 1           |
| 2012   | Deutsche Tourenwagen Masters            | Persson Motorsport      | 10          | 0           | 0             | 1           | 0           | 0           | NC          |
| 2013   | Deutsche Tourenwagen Masters            | HWA Team                | 10          | 0           | 0             | 0           | 1           | 26          | 15          |
| 2014   | Formule 1                               | Caterham F1 Team        | Test driver | Test driver | Test driver   | Test driver | Test driver | Test driver | Test driver |
| 2014   | Macau Grand Prix                        | W66.com Double R Racing | 1           | 0           | 0             | 0           | 0           | 0           | 4           |
| 2014   | British Formula Three                   | Hanier Racing           | 2           | 2           | 2             | 2           | 2           | 39          | 11          |
| 2014   | Formula Renault 3.5 Series              | Zeta Corse              | 17          | 3           | 3             | 1           | 7           | 183         | 3           |
| 2014   | Stock Car Brasil                        | Hanier Racing           | 1           | 0           | 0             | 0           | 0           | 0           | NC          |
| 2015   | Formule 1                               | Manor Marussia F1 Team  | 10          | 0           | 0             | 0           | 0           | 0*          | 19*         |
| 2015   | Formula Renault 3.5 Series              | Pons Racing             | 8           | 0           | 0             | 0           | 1           | 26          | 12*         |

## Kompletní výsledky ve Formuli 1
| Legenda k tabulce | Legenda k tabulce                                                                       |
| Barva             | Výsledek                                                                                |
| ----------------- | --------------------------------------------------------------------------------------- |
| Zlatá             | Vítěz                                                                                   |
| Stříbrná          | 2. místo                                                                                |
| Bronzová          | 3. místo                                                                                |
| Zelená            | Bodované umístění                                                                       |
| Modrá             | Nebodované umístění                                                                     |
| Modrá             | Dokončil neklasifikován (NC)                                                            |
| Fialová           | Odstoupil (Ret)                                                                         |
| Červená           | Nekvalifikoval se (DNQ)                                                                 |
| Červená           | Nepředkvalifikoval se (DNPQ)                                                            |
| Černá             | Diskvalifikován (DSQ)                                                                   |
| Bílá              | Nestartoval (DNS)                                                                       |
| Bílá              | Závod zrušen (C)                                                                        |
| Světle modrá      | Pouze trénoval (PO)                                                                     |
| Světle modrá      | Páteční testovací jezdec (TD)                                                           |
| Bez barvy         | Netrénoval (DNP)                                                                        |
| Bez barvy         | Vyřazen (EX)                                                                            |
| Bez barvy         | Nepřijel (DNA)                                                                          |
| Bez barvy         | Odvolal účast (WD)                                                                      |
| Bez barvy         | Nezúčastnil se (prázdné)                                                                |
| Označení          | Význam                                                                                  |
| Tučnost           | Pole position                                                                           |
| Kurzíva           | Nejrychlejší kolo                                                                       |
| †                 | Jezdec nedojel do cíle, ale byl klasifikován, protože odjel více než 90 % délky závodu. |
| ‡                 | Byl udělován poloviční počet bodů, protože bylo odjeto méně než 75 % délky závodu.      |
| Horní index       | Umístění bodujících jezdců ve sprintu                                                   |

| Rok  | Tým                    | Šasi          | Motor                           | 1       | 2      | 3      | 4      | 5      | 6      | 7       | 8      | 9      | 10     | 11     | 12     | 13     | 14  | 15     | 16     | 17  | 18  | 19     | Body | Umístění  |
| ---- | ---------------------- | ------------- | ------------------------------- | ------- | ------ | ------ | ------ | ------ | ------ | ------- | ------ | ------ | ------ | ------ | ------ | ------ | --- | ------ | ------ | --- | --- | ------ | ---- | --------- |
| 2014 | Caterham F1 Team       | Caterham CT05 | Renault Energy F1 2014 1.6 V6 t | AUS     | MAL    | BHR    | CHN    | ESP    | MON    | CAN     | AUT    | GBR    | GER    | HUN    | BEL    | ITA TD | SIN | JPN TD | RUS TD | USA | BRA | ABU    | –    | –         |
| 2015 | Manor Marussia F1 Team | Manor MR03B   | Ferrari 059/3 1.6 V6 t          | AUS DNP | MAL 15 | CHN 16 | BHR 17 | ESP 18 | MON 16 | CAN Ret | AUT 14 | GBR 12 | HUN 15 | BEL 15 | ITA 16 | SIN    | JPN | RUS 13 | USA    | MEX | BRA | ABU 19 | 0    | 19. místo |